# Centre culturel suédois

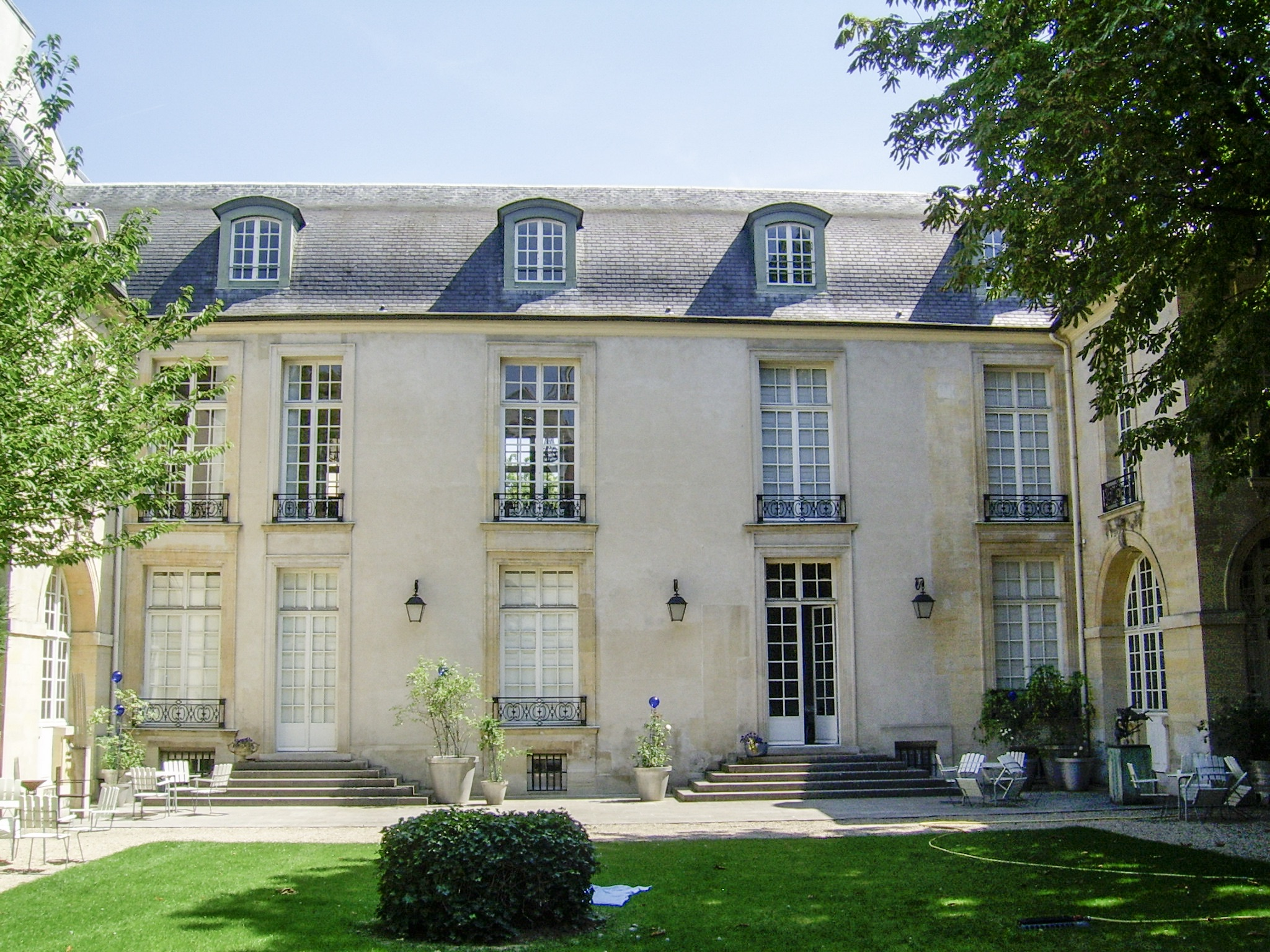
Trädgårdssidan av Hôtel de Marle sommaren 2011. Under slutet av 1700-talet beboddes huset av en av den franska drottningen Marie Antoinettes bästa vänner, Hertiginnan de Polignac.

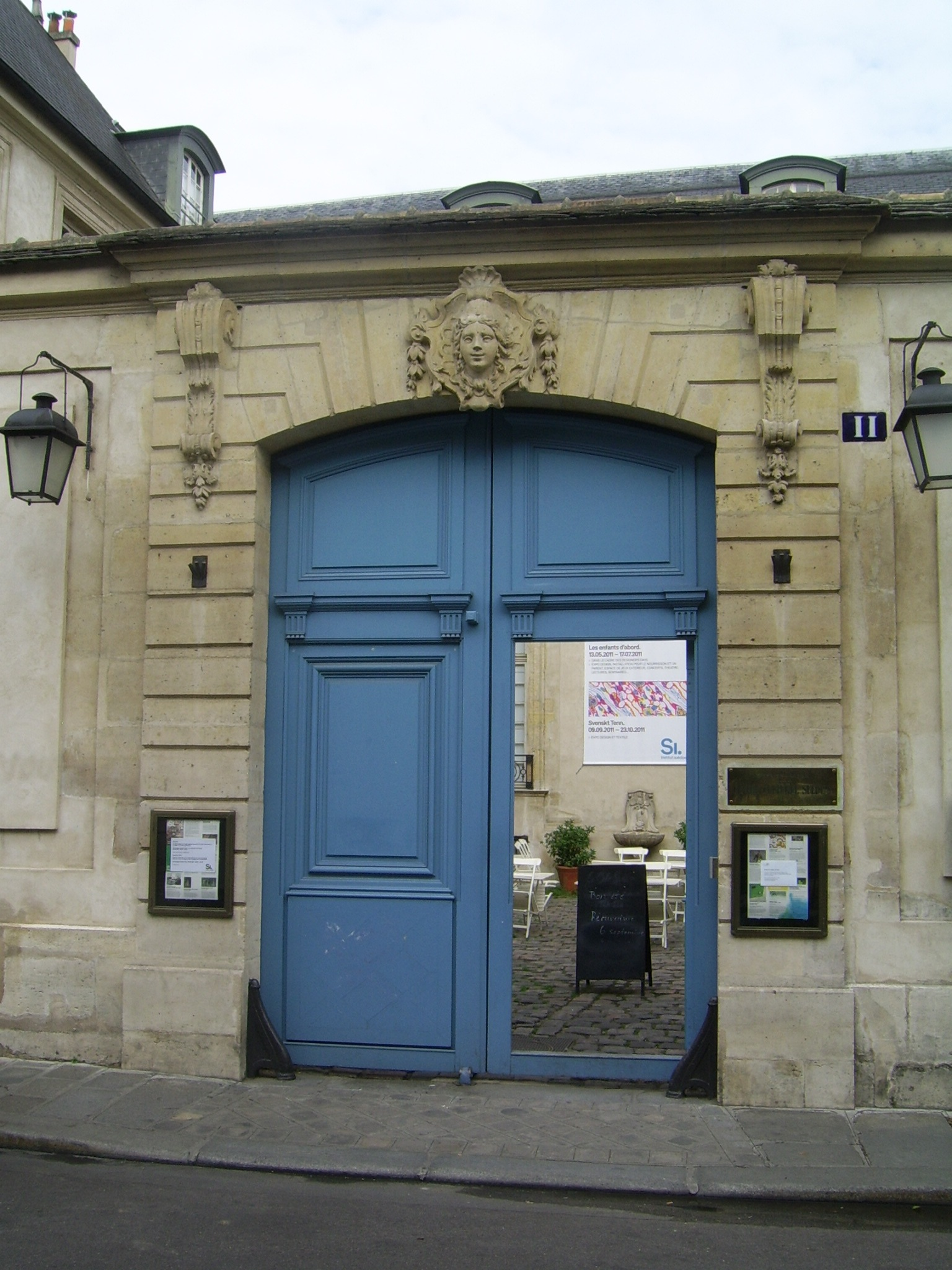
Huvudentrén med de blå portarna med adress 11, rue Payenne.

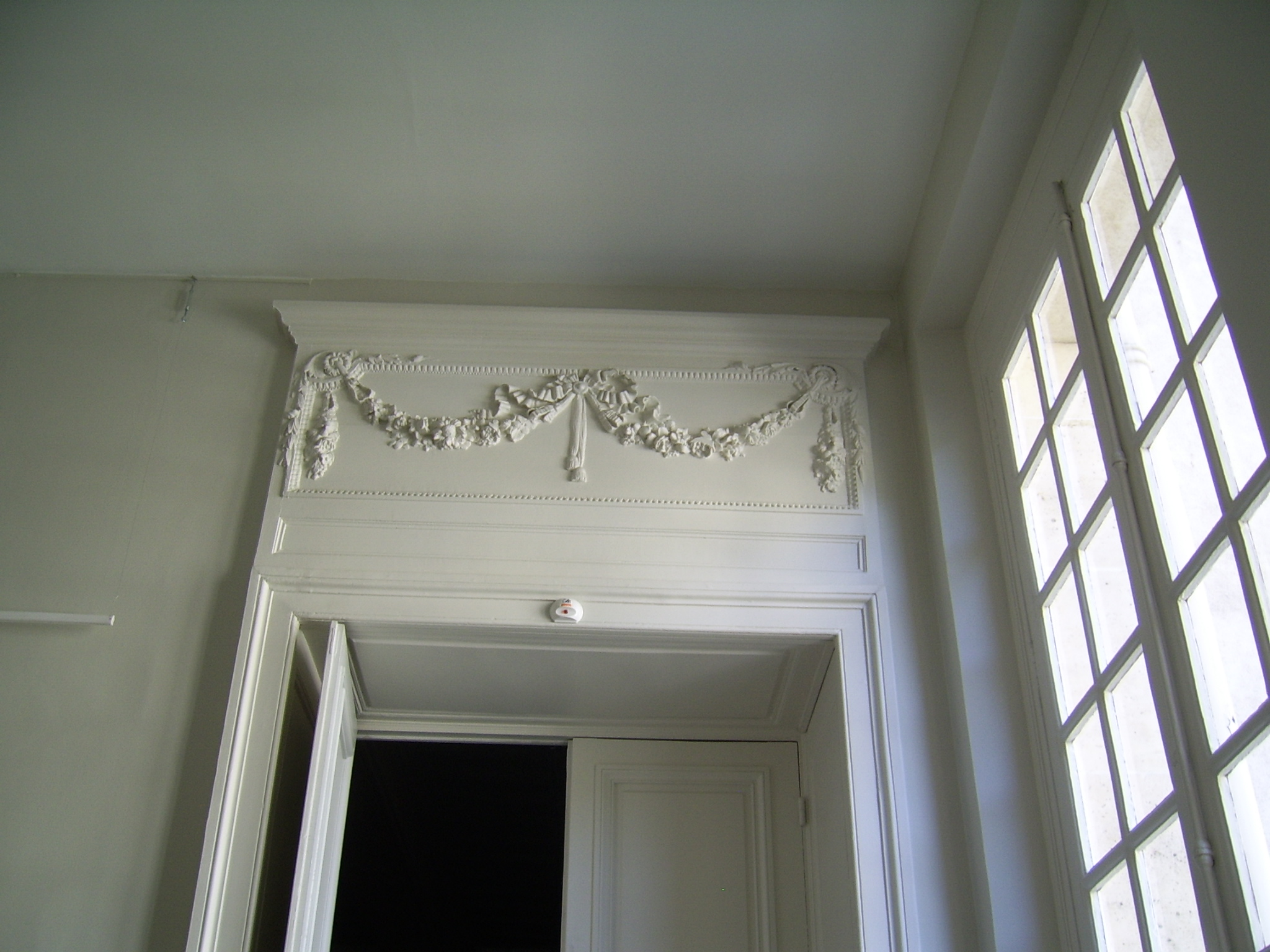
Trots flera kraftiga ombyggnader bevarar byggnaden fortfarande dekorativa interiördetaljer från 1700-talet. Här ett nyklassicistiskt dörröverstycke i vestibulen.

Institut suédois (Svenska institutet i Paris) är ett svenskt kulturhus i Paris tredje arrondissement. Det är Sveriges enda kulturhus utomlands och inrymmer bland annat samlingarna tillhörande Institut Tessin.
Svenska kulturhuset är en filial till Svenska institutet, inrymt i Hôtel de Marle i Le Marais i centrala Paris. Byggnaden härstammar från 1560-talet men har renoverats flera gånger sedan dess. Den köptes in av Svenska staten 1965 som ersättning av Svenska institutets dåvarande lokaler, i samband med att institutet övertog den så kallade Tessinsamlingen vid Institut Tessin, som grundades 1933 på privat initiativ av den unge konsthistorikern Gunnar W. Lundberg och hans hustru Monne och var det första utländska kulturinstitutet i Paris.
Idag utgör Institut Tessins samling kulturhusets permanenta utställning och innefattar över 600 målningar från 1700-talet till vår tid och tusentals böcker och andra objekt av kulturhistorisk art. Svenska staten övertog 1963 ansvaret för samlingen, som handhas av Svenska institutet och Nationalmuseum. 
Övrig verksamhet inkluderar temporära utställningar, filmvisning, seminarier, undervisning i svenska samt sex gästbostäder för forskare och kulturarbetare. I lokalerna finns en konferenssal som kan fungera som biograf och konsertsal. På gården finns ytterligare en utställningslokal och ett kafé.

## Chefer i urval
- Pontus Grate 1971–1977
- Lars Bergquist 1977–1982
- Gunnel Törnander 1983–1985
- Ragnar von Holten 1985–1988
- Carl Henrik Svenstedt 1988–1994
- Sonja Martinson-Uppman 1995-2002
- Annika Levin 2002–2008
- Mikael Jönsson 2008–2012
- Mats Widbom 2012–2017
- Ewa Kumlin 2018– 2022
- Sara Arrhenius 2023–